# Henrique Correia
Henrique Correia (* 28. Juni 1966) ist ein portugiesischer Poolbillardspieler. Er ist fünffacher Senioren-Europameister.

## Karriere
2001 gewann Correia mit Bronze bei den Portugal Open seine bislang einzige Euro-Tour-Medaille.
Bei der Herren-EM 2009 erreichte er im 9-Ball den neunten Platz.
Bei den Senioren zog er 2010 sowohl im 14/1 endlos, als auch im 9-Ball ins EM-Finale ein und traf dort jeweils auf den Deutschen Frank Willner. Nach dem Sieg im 9-Ball verlor Correia das 14/1-Finale.
2010 erreichte er zudem bei den German Open zum bislang letzten Mal die KO-Runde eines Euro-Tour-Turniers, verlor aber schon im Sechzehntelfinale gegen den Niederländer Niels Feijen.
Bei der Herren-EM 2011 gelang es Correia ins 10-Ball-Viertelfinale einzuziehen. Dort unterlag er jedoch dem Franzosen Stephan Cohen, der anschließend Europameister wurde.
Bei den Senioren konnte er seinen Titel im 9-Ball im Finale gegen den Kroaten Robert Sudić erfolgreich verteidigen. Zudem wurde er durch einen Finalsieg gegen den Polen Tomasz Malinowski 10-Ball-Europameister und belegte im 14/1 endlos den fünften Platz.
2012 erreichte Correia bei der Herren-EM den 17. Platz im 10-Ball. 
Bei den Senioren besiegte er im Finale Frank Willner und wurde somit erneut 10-Ball-Europameister. Im 9-Ball kam er auf den neunten Platz.
Bei der Senioren-EM 2013 wurde Correia dritter im 9-Ball, fünfter im 8-Ball sowie im 10-Ball und neunter im 14/1 endlos.
2014 unterlag er im 14/1-Finale dem Deutschen Reiner Wirsbitzki. Anschließend besiegte er im 10-Ball-Finale den Norweger Vegar Kristiansen, bevor er gegen diesen im 9-Ball-Finale verlor.
Bei der EM 2010 erreichte Correia mit der portugiesischen Herren-Mannschaft den dritten Platz. Mit der Senioren-Mannschaft wurde er 2011 Europameister und unterlag 2012 der deutschen Mannschaft. 2013 erreichte er mit der Senioren-Mannschaft den fünften Platz.